# 1960年スコーバレーオリンピック
1960年スコーバレーオリンピック（1960ねんスコーバレーオリンピック）は、1960年2月18日から2月28日まで、アメリカ合衆国のカリフォルニア州スコーバレー（現・オリンピックバレー）のスコーバレー・スキーリゾート（現 パリセーズ・タホ）で行われた冬季オリンピックである。スコーバレー1960（Squaw Valley 1960）と呼称される。
1955年のIOC総会で開催地に決定した当時、スコーバレーはほぼ未開発の土地だったが、1956年から1960年にかけて、8千万ドル（2021年の物価換算で約7億ドル）の費用をかけてインフラ整備や会場建設が行われた。それぞれの競技会場は、観客や競技者が徒歩でアクセスできるよう、近接して建設された。
世界30か国から665人の選手が参加し、4競技27種目が行われた。この大会で、バイアスロンと女子スピードスケートが初めてオリンピックで行われた。

## 開催地選定
スコーバレーは、選考された1955年当時は最低限の施設のスキー場しかなく、1960年の冬季オリンピック開催地に選出されたことは驚きをもって迎えられた。スコーバレーを開発していたウェイン・ポールセンとアレクサンダー・クッシングは、ネバダ州リノやアラスカ州アンカレッジがオリンピック招致に関心を持っているという新聞記事を読んで、スコーバレーへのオリンピック招致を目指すことにした。スコーバレー開発会社の社長だったポールセンは、カリフォルニア州知事のグッドウィン・ナイトにオリンピック招致への支援を依頼した。ナイト知事はこれを受け入れ、カリフォルニア州議会に対し100万ドルの資金提供を依頼した。
カリフォルニア州からの資金援助が受けられるようになったことを受けて、1955年1月7日にアメリカオリンピック委員会(USOC)はスコーバレーへの招致を決定した。国際オリンピック委員会(IOC)に対する招致決議案がアメリカ合衆国議会で可決され、ドワイト・アイゼンハワー大統領が署名し、USOCとクッシングに交付された。
この大会には、スコーバレーの他に西ドイツのガルミッシュ＝パルテンキルヒェン、オーストリアのインスブルック、スイスのサンモリッツも立候補した。1955年にパリで開かれたIOC総会では、最終的に32票対30票でインスブルックを退けて開催地に選ばれた。
| 都市                             | 国             | ラウンド1 | ラウンド2 |
| スコーバレー                     | アメリカ合衆国 | 30        | 32        |
| インスブルック                   | オーストリア   | 24        | 30        |
| ガルミッシュ＝パルテンキルヒェン | 西ドイツ       | 5         | —         |
| サンモリッツ                     | スイス         | 3         | —         |

スコーバレーは暫定的に開催権を得たが、IOC会長のアベリー・ブランデージは組織委員会に対し、1956年4月までに追加の資金が確保できなければ、開催権はインスブルックに移ると警告した。カリフォルニア州議会が追加の400万ドルを拠出したことで、ブランデージの要求が満たされ、1956年4月4日、開催地がスコーバレーに正式決定した。しかし、アルペンスキーのコースが規格外であることや、海抜1890メートルという高地で選手への負担が大きいと考えられたことから、ヨーロッパ諸国の選手や関係者からは不評だった。

## 開催準備

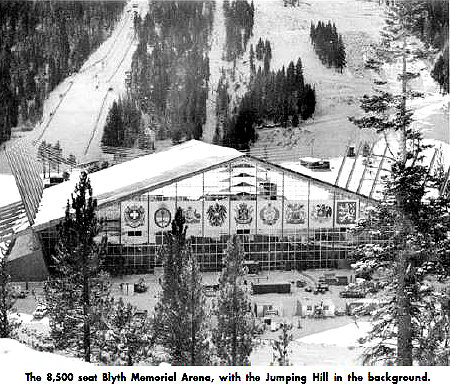
ブライス記念アイスアリーナ

1956年当時のスコーバレーには、リフト1基、ロープウェイ2基のスキー場と50室のロッジしかなかった。クッシングは、このほぼ手つかずの環境を真っ白なキャンバスとして、世界クラスのスキーリゾートを建設することを提案した。
1956年コルチナ・ダンペッツオオリンピックの閉会式では、スコーバレーの無名さが強調された。通常、オリンピックの閉会式では、今回開催地の首長から次回開催地の首長にオリンピック旗が手渡され、大会開催の移管が示される。しかし、スコーバレーは法人化されていない村であり、首長は存在しなかった。そのため、カリフォルニア州出身のIOC委員であるジョン・ガーランドが、コルティーナ・ダンペッツォの首長から旗を受け取った。
スコーバレーが開催地に決定した後、カリフォルニア・オリンピック委員会(California Olympic Commission)が組織され、4年間で競技会場やオリンピック村の建設、インフラの整備を行う任務が与えられた。道路、橋、水道、電気網が拡充され、ホテル、レストラン、管理事務所、保安官事務所、下水処理場などが建設された。各競技の会場は近接して建設された。開閉会式やフィギュアスケート、アイスホッケーの会場となるブライス記念アイスアリーナは、3つの屋外スケートリンク、400メートルのスピードスケート場、4棟の選手用宿舎とともに建設された。ボブスレーについては、9か国しか出場しない割に建設費がかかるとして、ボブスレー場は建設されず、競技の実施が中止された。
この大会では、技術的な革新や新技術が採用された。スピードスケート、フィギュアスケート、アイスホッケーは、オリンピック史上初めて人工氷の上で行われた。この氷を作るために作られた冷凍プラントからは、4800世帯の暖房が可能な熱が発生し、暖房施設や温水の提供、屋根の融雪のために使われた。ロンジンは、100分の1秒まで計測可能なクォーツ時計を提供した。IBMは、競技結果を集計して英語とフランス語で印刷が可能なコンピュータを提供した。ブライス記念アイスアリーナは、屋根に56センチメートルの隙間があり、寒冷時には屋根を支えるケーブルが収縮して屋根が閉じられるようになっていた。
クッシングがIOCに最初に支払った資金は、カリフォルニア州議会とスコーバレー開発会社の投資家から提供されたものだった。建設資金の調達のため、主催者は連邦政府に資金提供を依頼し、開催に必要な8千万ドルの4分の1は連邦政府が提供した。この資金は、競技場の建設や大会期間中の警備に使われた。また、民間の支援者やカリフォルニア州からも資金提供があった。ナイト州知事やその後継のパット・ブラウン州知事は、オリンピックがカリフォルニア州を世界に紹介する機会であるとみなして、支援を続けた。

### テレビ中継
オリンピックのテレビ中継自体は、1956年メルボルン夏季オリンピックでもヨーロッパ向けに行われており、珍しいものではなかった。今回初めて行われたのは、アメリカ国内における独占テレビ放送権の売却だった。組織委員会は、放送権をCBSに5万ドルで売却することを決定した。当時はまだ、テレビ放送権の売却でどれほどの利益が得られるかはわかっていなかった。同年の夏季オリンピックでは、CBSは55ドルで放送権を購入した。
CBSはアイスホッケー、スピードスケート、フィギュアスケート、アルペンスキー、スキージャンプを中心に約15時間の中継を行った。
テレビ中継がオリンピックに与えた影響は大きかった。男子スラローム競技で、ある選手が旗門を通過したかどうか審判にはわからなかったため、CBSに録画したテープの提供を依頼した。これが、史上初めて行われたビデオ判定となった。

## 政治問題

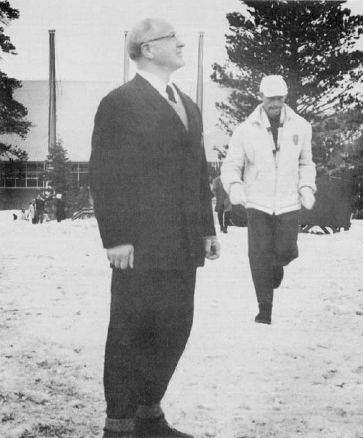
オリンピック開催前にスコーバレーを視察するブランデージIOC会長（左）

1950年代、冷戦下において、ソビエト連邦とアメリカ合衆国の対立は、スポーツの世界においても激しくなっていた。分裂国家となったドイツ、中国、朝鮮のイデオロギー対立は、今大会の開催が近づくにつれて微妙な状況となっていった。
特に注目されたのは、中華人民共和国の出場が認められるかどうかだった。中華人民共和国の選手がオリンピックに出場したのは1952年ヘルシンキオリンピックが最後であり、中華民国（台湾）の独立した国としての参加をめぐって中華人民共和国はIOCを脱退していた。アメリカは中華民国を支持し、ソ連は中華人民共和国を支持していた。今大会はアメリカでの開催のため、IOC委員らは、アメリカが中華人民共和国やその他の共産国の参加を許さないのではないかと懸念していた。1957年、アメリカ人のアベリー・ブランデージIOC会長は、「IOCが認めた国の出場をアメリカが拒否するなら、スコーバレーでの開催権を取り消し、私は会長を辞任する」と述べた。アメリカは共産国の選手の出場を認めた。中華人民共和国は中華民国をIOCから追放するよう求め続け、今大会にも選手を送らなかった。
同様の問題が北朝鮮や東ドイツをめぐっても起こっていた。朝鮮戦争以前、IOCはソウルに本部を置く大韓オリンピック委員会を「朝鮮の国内オリンピック委員会(NOC)」として承認していた。北朝鮮はIOCから独立した国として認められておらず、IOCは、朝鮮には1つだけのNOCがあるべきだと主張していた。朝鮮統一選手団による出場という妥協案が提示されたが、北朝鮮がこれを拒否したため、韓国の選手のみが出場することになった。ドイツは、1956年コルチナ・ダンペッツオオリンピック以来東西統一ドイツ選手団として出場していたが、東ドイツを単独の国として承認するよう求める圧力は続いていた。ドイツ統一選手団の出場の条件として、どちらの国にも属さない中立的な旗を使用することが求められた。1959年までは東西ドイツで同じデザインの国旗を用いていたが、1959年に東ドイツが国旗を変更したため問題となった。西ドイツ側は従来通りに1959年以前に両国で使われていた国旗（すなわち西ドイツの国旗）を使うことを主張したが、中央の紋章をオリンピックマークに変更した「中立旗」を使用することで決着した。

## 競技
4競技27種目が2月18日から2月28日にかけて行われた。今大会で初めてバイアスロンと女子スピードスケートが行われた。
今大会ではボブスレー競技は実施されなかった。出場国が9か国のみと少ない割に、ボススレー場の建設に費用がかかると組織委員会が判断したためである。国際ボブスレー・トボガニング連盟は再考を求めたが、実施の決定はなされなかった。冬季オリンピックでボブスレー競技が実施されなかったのは、今大会のみである。
- バイアスロン（1）（詳細）
- アイスホッケー（1）（詳細）
- アイススケート
  -  フィギュアスケート（3）（詳細）
  -  スピードスケート（8）（詳細）
- スキー
  -  アルペンスキー（6）（詳細）
  -  ノルディックスキー
    -  クロスカントリースキー（6）（詳細）
    -  ノルディック複合（1）（詳細）
    -  スキージャンプ（1）（詳細）

### 開会式
ウォルト・ディズニーが式典委員長を務め、ブライス記念アリーナで開かれる開会式と閉会式の両方をプロデュースした。ディズニーは、5千人の演者が登場し、2千羽のハトを放鳥し、冬季オリンピックの実施回数にちなんだ8発の軍用銃による礼砲の発射などを行う開会式を企画した。
開会式は、1960年2月18日に行われた。当日は吹雪で、そのために交通渋滞が発生し、開始が1時間遅れた。リチャード・ニクソン副大統領がアメリカ政府を代表して大会の開会を宣言した。聖火の点火は1952年オスロオリンピックのスピードスケート500mで金メダルを獲得したケネス・ヘンリーが、選手宣誓はキャロル・ヘイスが行った。

### アイスホッケー

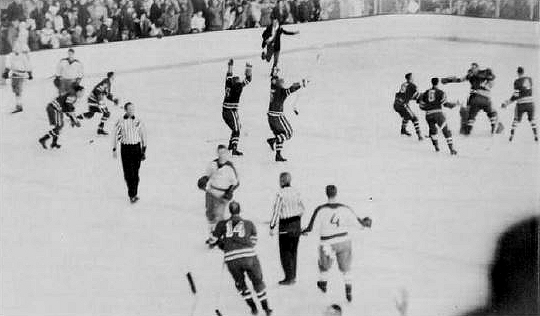
決勝ラウンドにおけるアメリカチームとソ連チームの対戦。3-2でアメリカが勝利した。

アイスホッケー競技は、ブライス・アリーナとスコーバレー・オリンピック・スケートリンクで開催された。この大会では、共産国の選手を「アマチュア選手」とみなして良いかが問題となった。カナダ選手団関係者は、東側諸国、特にソ連チームが「プロのアマチュア」を起用していることに異議を唱え、ソ連はエリート選手に名目上は軍人としての職を与えつつ、実際にはフルタイムでプレーをさせており、そのためソ連チームが有利になっていると主張した。この問題は本大会から表面化し、1972年と1976年の冬季オリンピックのホッケー競技をカナダチームは抗議のためにボイコットした。アメリカは、カナダとソ連を破り、この競技で初めて金メダルを獲得した。次にアメリカが優勝したのは、同じくアメリカで開催された1980年レークプラシッドオリンピックだった。

### クロスカントリースキー

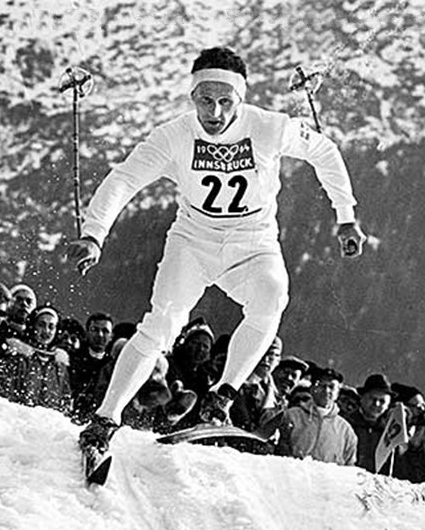
シクステン・イェルンベリ

クロスカントリースキー競技は、男子4種目、女子2種目の計6種目がマッキニー・クリーク・クロスカントリー・コンプレックスで行われた。
女子10kmでは、ソ連の選手が表彰台を独占した。クロスカントリー競技でソ連が金メダルを獲得したのはこれが初めてだった。女子3×5kmリレーはスウェーデンが優勝した。
男子では、北欧諸国が圧倒的な強さを見せた。スウェーデンのシクステン・イェルンベリは、30kmで金メダル、15kmで銀メダルを獲得した。フィンランドのヴェイッコ・ハクリネンは、金、銀、銅の各メダルを1個ずつ獲得した。

### バイアスロン

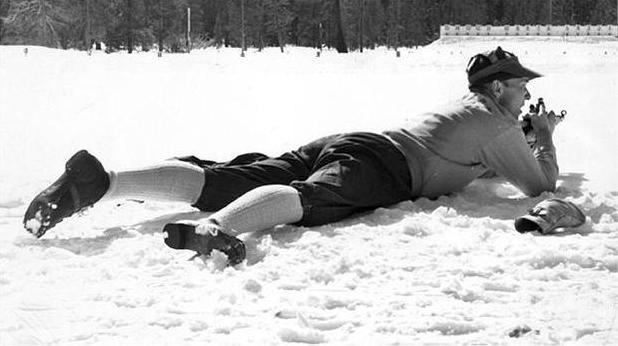
クラス・レスタンデル

バイアスロン競技はオリンピックでは今大会で初めて実施された。バイアスロンの前身のミリタリーパトロールは、第1回冬季オリンピックである1924年大会で正式競技として、1928年、1936年、1948年大会で公開競技として実施されていたが、いずれも参加できたのは軍人のみだった。第二次世界大戦後の反軍事感情により、ミリタリーパトロールの人気がなくなった。その代わりとなったのがバイアスロンであり、今大会から正式競技として採用された。
今大会では男子20km個人のみが行われ、スウェーデンのクラス・レスタンデルが金メダル、フィンランドのアンティ・トゥルヴァイネンが銀メダル、ソ連のアレクサンドル・プリヴァーロフが銅メダルを獲得した。

### ノルディック複合
ノルディック複合競技は、スコーバレーのノーマルヒルのジャンプ台とマッキニー・クリーク・クロスカントリー・コンプレックスで開催された。選手は2月21日に3回のジャンプを行い、翌2月22日に15kmのクロスカントリースキー行った。優勝したのはドイツのゲオルク・トーマで、この競技で北欧以外の選手が優勝したのは初めてだった。2位はノルウェーのトルモト・クヌートセン、3位はソ連のニコライ・グサコフだった。なお、グサコフの妻、マリア・グサコワは今大会でクロスカントリー競技に出場し、金メダルと銀メダルを獲得している。

### スキージャンプ

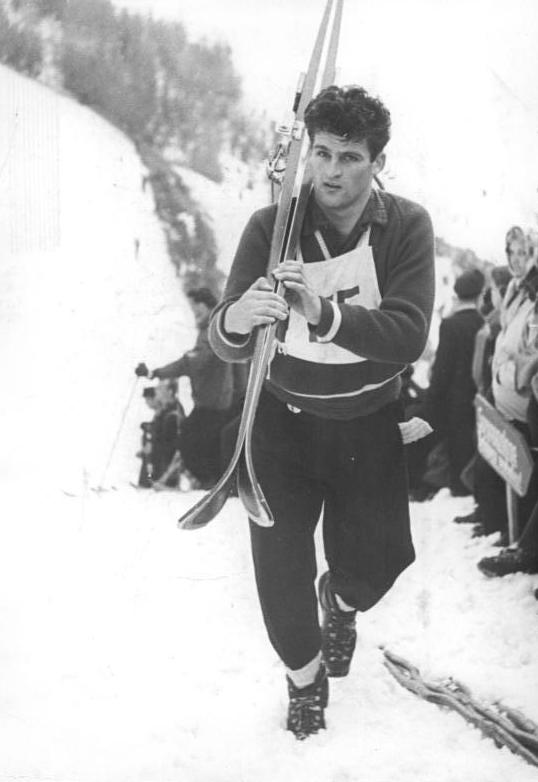
ヘルムート・レクナゲル

スキージャンプ競技は、2月28日に男子ノーマルヒルの1種目が行われた。優勝したのはドイツのヘルムート・レクナゲルで、この競技で北欧以外の選手が優勝したのは初めてだった。銀メダルはフィンランドのニロ・ハロネン、銅メダルはオーストリアのオットー・レオドルターだった。

### フィギュアスケート
フィギュアスケート競技はブライス記念アリーナで2月19日、2月23日、2月26日に行われた。オリンピックのフィギュアスケート競技が屋内で行われたのはこれが初めてではなかったが、この大会以降、屋外で行われたことはない。男子シングル、女子シングル、ペアの3種目が行われた。
男子シングルでは、アメリカのデヴィッド・ジェンキンスが金メダルを獲得した。ジェンキンスは、前回大会で優勝したヘイス・アラン・ジェンキンスの弟であり、自身も前回大会で銅メダルを獲得している。銀メダルはチェコスロバキアのカロル・ディビン、銅メダルはカナダのドナルド・ジャクソンだった。
女子シングルでは、前回大会で2位だったアメリカのキャロル・ヘイスが金メダルを獲得した。ヘイスはこの大会を最後に引退し、ヘイス・アラン・ジェンキンスと結婚した。銀メダルはオランダのショーケ・ディクストラ、銅メダルはアメリカのバーバラ・ロールズだった。
ペアでは、世界選手権で3回優勝しているカナダのバーバラ・ワグナー、ロバート・ポール組が優勝した。銀メダルはドイツのマリカ・キリウス、ハンス＝ユルゲン・ボイムラー組、銅メダルはアメリカのナンシー・ルディントン、ロナルド・ルディントン組だった。ソ連はペアに2組出場し、オリンピックのフィギュアスケート競技にソ連が選手を送ったのはこれが初めてだったが、メダルを獲得することはできなかった。しかし、次回大会から2006年大会まで、ソ連・ロシアの選手がペアの金メダルを独占することになる。

### スピードスケート

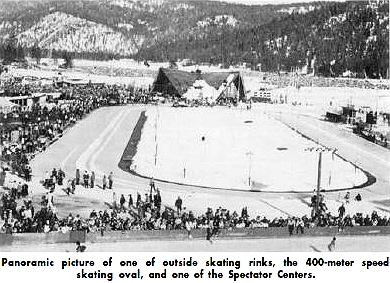
スコーバレー・オリンピック・スケートリンク

スピードスケート競技では、今大会で初めて女子の種目が設けられた。女子の種目の設置の要請が多くの国から寄せられていたが、前回大会までIOCが拒絶していた。しかし、1936年から女子の国際大会が開催されており、女子の世界選手権も開催されていたことから、IOCは女子種目の新設に同意し、500m、1000m、1500m、3000mの4種目が実施された。種目数は男子と同じだが、距離が異なる。
ほとんどの種目は、屋外リンクであるスコーバレー・オリンピック・スケートリンクで行われ、オリンピックのスピードスケート競技では初となる人工氷が使用された。人工氷が使われたことと標高の高さから、速度が出やすいリンクとなった。男子10000mでは、ノルウェーのクヌート･ヨハネッセンが15分46秒6の世界新記録で金メダルを獲得したが、これはそれまでの世界記録を46秒も更新するものであり、人類史上初めて16分の壁が破られた。男子では、1500mでノルウェーのロアルト・オースとソ連のエフゲニー・グリシンが同着で優勝したほか、500mと5000mもソ連の選手が優勝した。グリシンは500mと1500mの金メダルを獲得し、「アメリカの青い空にソ連の国旗がなびくのを見たときが、生涯で最も誇らしい瞬間だった」と語った。
女子では、ソ連のリディア・スコブリコーワが1500mと3000mの2種目で金メダルを獲得した。1500mではポーランドのエルビラ・セロチンスカが銀メダル、ヘレナ・ピレイチクが銅メダルを獲得したが、今大会でポーランドが獲得したメダルはこの2つだけだった。

### アルペンスキー
アルペンスキー競技はスコーバレー周辺の山の急斜面で行われ、オリンピック史上最も難しいコースとなった。2月20日から2月26日にかけて、男女それぞれ滑降、大回転、回転の3種目、計6種目が行われた。
男子滑降は、フランスのジャン・ヴュアルネが優勝した。ヴュアルネは、初の金属製スキーを使ってのオリンピックでの金メダル獲得だった。男子大回転はスイスのロジェ・シュタウプ、男子回転はオーストリアのエルンスト・ヒンターゼーアが優勝した。女子滑降はドイツのハイディ・ビーブル、女子大回転はスイスのイヴォンヌ・リューク、女子回転はカナダのアン・ヘグヴァイトが優勝した。アメリカのペネロープ・ピトーは、滑降と大回転で銀メダルを獲得し、今大会のアルペンスキー競技で唯一の複数のメダル獲得者となった。

### 閉会式
閉会式は2月28日の午後、2万人の観客の中でブライス記念アリーナで行われた。参加各国の国旗の入場に続いて、1956年メルボルンオリンピックからの恒例となっている、各国入り混じっての選手入場が行われた。国旗を掲げた各国選手が壇を囲み、開催地のアメリカ、次回開催地のインスブルックのあるオーストリア、そしてオリンピック憲章に従いギリシャの国歌が演奏され、国旗が掲揚された。IOC会長のアベリー・ブランデージが閉会を宣言し、聖火が消灯された。最後に数千個の風船が放たれて、大会は終了した。

## 競技日程
全ての日付は太平洋標準時(UTC-8)による。
2月18日に開会式が行われ、同じ日にアイスホッケーの初戦も行われた。2月19日から28日まで、毎日いずれかの競技で決勝が行われた。
| 開 | 開会式 | ● | 予選 | 1 | 決勝 | 閉 | 閉会式 |

| 2月                    | 18 木 | 19 金 | 20 土 | 21 日 | 22 月 | 23 火 | 24 水 | 25 木 | 26 金 | 27 土 | 28 日 | 計  |
| ---------------------- | ----- | ----- | ----- | ----- | ----- | ----- | ----- | ----- | ----- | ----- | ----- | --- |
| 式典                   | 開    |       |       |       |       |       |       |       |       |       | 閉    | N/A |
| アイスホッケー         | ●     | ●     | ●     | ●     | ●     | ●     | ●     | ●     |       | ●     | 1     | 1   |
| フィギュアスケート     |       | 1     |       |       |       | 1     |       |       | 1     |       |       | 3   |
| スピードスケート       |       |       | 1     | 1     | 1     | 1     | 1     | 1     | 1     | 1     |       | 8   |
| アルペンスキー         |       |       | 1     | 1     | 1     | 1     | 1     |       | 1     |       |       | 6   |
| クロスカントリースキー |       | 1     | 1     |       |       | 1     |       | 1     | 1     | 1     |       | 6   |
| ノルディック複合       |       |       |       | ●     | 1     |       |       |       |       |       |       | 1   |
| スキージャンプ競技     |       |       |       |       |       |       |       |       |       |       | 1     | 1   |
| バイアスロン           |       |       |       | 1     |       |       |       |       |       |       |       | 1   |
| 日別メダル確定数 計    |       | 2     | 3     | 3     | 3     | 4     | 2     | 2     | 4     | 2     | 2     | 27  |
| 累積メダル確定数 計    |       | 2     | 5     | 8     | 11    | 15    | 17    | 19    | 23    | 25    | 27    | 27  |
| 2月                    | 18 木 | 19 金 | 20 土 | 21 日 | 22 月 | 23 火 | 24 水 | 25 木 | 26 金 | 27 土 | 28 日 | 計  |

## 会場
オリンピック開催決定の時点でスコーバレーには施設がほとんどなかったため、主催者は選手のニーズに合わせて会場のレイアウトを自由に調整することができた。主催者は、各会場を観客や選手が歩いて移動できる程度に近接させることを目指し、クロスカントリー会場を除いて達成された。クロスカントリー競技のみ、スコーバレーから12 mi (19 km)離れたマッキニー・クリークでの開催となった。それ以前の冬季オリンピックでは、選手はホテルや近くの親族・知人の家に宿泊していた。スコーバレーには十分な数の宿泊施設がなかったため、冬季オリンピックでは初となる選手村が建設された。選手が宿泊するドミトリーが4棟建設され、食事は食堂で一緒に摂った。選手村は、全ての会場に容易にアクセスできる中心部に設置された。
ブライス記念アイスアリーナはメイン会場として建設され、フィギュアスケート競技、スピードスケート競技の一部、アイスホッケー競技のほとんどの試合が開催された。また、開会式と閉会式は、ブライス記念アイスアリーナと、その南側に隣接するスコーバレー・オリンピック・スケートリンクで行われた。収容人数は11,000人で、そのうち座席は8,500席、残りは立ち席だった。アリーナの壁は、必要に応じて取り外すことができた。開閉会式では選手入場のために開放され、競技中は、多くの観客を収容するために閉鎖された。アリーナには人工氷の製造施設が設けられた。人工氷が使用されたのはオリンピック史上初のことだった。屋根は、観客の視界の邪魔になる柱をなくすために、鋼鉄の柱からケーブルで吊り下げられた。それにより屋根の強度が弱くなるため、人工氷製造機から発生する熱で雪を溶かす仕組みが設けられていた。しかし、設計の不備や耐荷重の計算ミスがあり、1983年の大雪の際に屋根の一部が崩壊した。同年、建物は解体され、跡地は駐車場になった。
スコーバレー・オリンピック・スケートリンクはブライス記念アイスアリーナの南側にあり、開閉会式ではアリーナと一体の会場として使用された。カリフォルニア州内のスピードスケート選手たちの抗議にもかかわらず、1963年にスケートリンクは閉鎖され、駐車場になった。
アルペンスキー競技の会場には、スコーバレーを囲む山が使われた。男子の回転・大回転と女子の滑降はKT-22山、女子の回転・大回転はリトルパプースピーク(Little Papoose Peak)、男子の滑降はスコーピーク(Squaw Peak)で行われた。大会前、特にヨーロッパの選手・関係者から、コースがFISの国際規格に適合していないのではないかという懸念が上がった。そのため、1959年にスコーバレーでテスト競技が行われ、FISの関係者によりコースが国際規格に適合していることが確認された。コース側には、関係者・コーチ・観客のための観覧席や、ラジオ・テレビのための放送ブースが設けられた。
スキージャンプ競技の会場となるパプースピークジャンプ場は、スピードスケートリンクから見てブライス記念アリーナの反対側のリトルパプースピーク(Little Papoose Peak)に建設された。ハイニ・クロッパーが設計し、40メートル、60メートル、80メートルのジャンプ台が設けられた革新的なものとなった。ジャンプ台の両側に高い木があることで、横風が防がれていた。また、競技中は選手の背中に太陽が当たるような位置にあった。しかし、ジャンプ台は木製であり、オリンピック終了後はメンテナンスされないまま放置されたため、次第に崩壊していった。
マッキニー・クリーク・スタジアムは、バイアスロン競技やノルディック複合競技の一部など、クロスカントリースキーの会場として建設された。会場には、計時棟、選手とコース作業員のための2棟のクォンセット・ハット、スコアボード、1200人収容の観客席があった。バイアスロンのコース上の射撃場は、アメリカ軍の下士官が管理していた。
今大会のシーズンチケットは60ドルから250ドルで販売され、250ドルのチケットにはアイスアリーナの指定席料が含まれていた。1日入場券は7.50ドルだった。
2016年現在、スコーバレーに残るオリンピックで使われた建物は3棟のみである。計画中のリゾート村の拡張工事で、このうち2棟が解体される予定である。

## 参加国
この大会には、30か国から665人の選手が出場した。南アフリカが初めて冬季オリンピックに参加した。1956年から1964年まで、西ドイツと東ドイツは東西統一ドイツ選手団として出場した。以下に、選手を派遣した国内オリンピック委員会(NOC)を示す。括弧内は派遣した選手数である。
| 参加した国内オリンピック委員会 |
| --- |
| - アルゼンチン (6) - オーストラリア (30) - オーストリア (26) - ブルガリア (7) - カナダ (44) - チリ (5) - チェコスロバキア (21) - デンマーク (1) - フィンランド (48) - フランス (26) - 東西統一ドイツ (74) - イギリス (17) - ハンガリー (3) - アイスランド (4) - イタリア (28) - 日本 (41) - 韓国 (7) - レバノン (2) - リヒテンシュタイン (5) - オランダ (7) - ニュージーランド (4) - ノルウェー (29) - ポーランド (13) - 南アフリカ (4) - ソビエト連邦 (62) - スペイン (4) - スウェーデン (47) - スイス (21) - トルコ (2) - アメリカ合衆国 (79) （開催国） |

### 国内オリンピック委員会別の参加選手数
| IOC  | 国                 | 選手数 |
| ---- | ------------------ | ------ |
| USA  | アメリカ合衆国     | 79     |
| EUA  | 東西統一ドイツ     | 74     |
| URS  | ソビエト連邦       | 62     |
| FIN  | フィンランド       | 48     |
| SWE  | スウェーデン       | 47     |
| CAN  | カナダ             | 44     |
| JPN  | 日本               | 41     |
| AUS  | オーストラリア     | 30     |
| NOR  | ノルウェー         | 29     |
| ITA  | イタリア           | 28     |
| AUT  | オーストリア       | 26     |
| FRA  | フランス           | 26     |
| TCH  | チェコスロバキア   | 21     |
| SUI  | スイス             | 21     |
| GBR  | イギリス           | 17     |
| POL  | ポーランド         | 13     |
| BUL  | ブルガリア         | 7      |
| KOR  | 韓国               | 7      |
| NED  | オランダ           | 7      |
| ARG  | アルゼンチン       | 6      |
| CHI  | チリ               | 5      |
| LIE  | リヒテンシュタイン | 5      |
| ISL  | アイスランド       | 4      |
| NZL  | ニュージーランド   | 4      |
| RSA  | 南アフリカ         | 4      |
| ESP  | スペイン           | 4      |
| HUN  | ハンガリー         | 3      |
| LIB  | レバノン           | 2      |
| TUR  | トルコ             | 2      |
| DEN  | デンマーク         | 1      |
| 合計 | 665                |        |

## 各国の獲得メダル
| 順位               | 国/地域            | 金 | 銀 | 銅 | 計 |
| ------------------ | ------------------ | -- | -- | -- | -- |
| 1                  | ソビエト連邦       | 7  | 5  | 9  | 21 |
| 2                  | 東西統一ドイツ     | 4  | 3  | 1  | 8  |
| 3                  | アメリカ合衆国*    | 3  | 4  | 3  | 10 |
| 4                  | ノルウェー         | 3  | 3  | 0  | 6  |
| 5                  | スウェーデン       | 3  | 2  | 2  | 7  |
| 6                  | フィンランド       | 2  | 3  | 3  | 8  |
| 7                  | カナダ             | 2  | 1  | 1  | 4  |
| 8                  | スイス             | 2  | 0  | 0  | 2  |
| 9                  | オーストリア       | 1  | 2  | 3  | 6  |
| 10                 | フランス           | 1  | 0  | 2  | 3  |
| 11                 | オランダ           | 0  | 1  | 1  | 2  |
| 11                 | ポーランド         | 0  | 1  | 1  | 2  |
| 13                 | チェコスロバキア   | 0  | 1  | 0  | 1  |
| 14                 | イタリア           | 0  | 0  | 1  | 1  |
| 計 (国/地域数: 14) | 計 (国/地域数: 14) | 28 | 26 | 27 | 81 |

- 青色の背景は開催国を示す。

‡ スピードスケート男子1500mは同着だったため（1956年と同様）、金メダル2個、銀メダルなしになった。

### 表彰台独占
| 月日    | 競技                   | 種目     | NOC          | 金メダル         | 銀メダル                       | 銅メダル             |
| ------- | ---------------------- | -------- | ------------ | ---------------- | ------------------------------ | -------------------- |
| 2月20日 | クロスカントリースキー | 女子10km | ソビエト連邦 | マリア・グサコワ | リュボフ・バラノワ＝コズィレワ | ラディア・イェロシナ |